# Julius Ruthström
Bror Olof Julius Ruthström, född 30 december 1877 Sundsvalls församling, död 2 april 1944 i Hedvig Eleonora församling, Stockholm, var en svensk violinist.

## Biografi
Ruthström studerade vid Kungliga Musikkonservatoriet 1894–1899 och var konsertmästare i Göteborgs orkesterförening 1907–1909. Han var lärare vid musikkonservatoriet 1912–1942 och erhöll professors namn 1933. Han invaldes som ledamot nr 543 av Kungliga Musikaliska Akademien den 31 oktober 1912.